# Bohinjski sir
Bohinjski sir je slovenski trdi sir, narejen na območju Bohinja. 

## Značilnosti
Skorja sira je čvrsta, suha in zlato rumene barve. Testo je slamnato rumene barve, plastično, povezano, z okroglimi, gosto razporejenimi očesci, njihov premer je med petimi in petnajstimi milimetri. Okus sira je dobro izražen in aromatičen ter spominja na okus mladih orehov. Zrel sir je lahko pikanten. Iz stotih kilogramov mleka se pridobi od osem do devet kilogramov sira.

## Zgodovina
Izdelava sira v Bohinju ima večstoletno tradicijo, skupaj z začetki pašništva (planšarstva) v visokogorskih planinah, ko je bilo sirarstvo edini način konzerviranja mleka, vendar je bohinjski sir vendarle nekoliko mlajši. Prvi hlebec bohinjskega sira so namreč izdelali sirarski mojster in učitelj Thomas Hitz iz švicarskega Emmentala ter bohinjski kmetje leta 1873, po tehnologiji za ementalec, sprva na Bitenjski planini, zatem pa tudi na ostalih bohinjskih planinah in v obeh delih Bohinjske doline. Res je zato poreklo bohinjskega sira iz Švice in je bilo od tam prineseno osnovno znanje o postopkih izdelave, vendar je v naslednjih 140 letih razvoj tega sira ubral svojo pot. Zaradi drugačnega podnebja, vpliva Sredozemlja, drugačne paše na planinah je nastal povsem nov sir, z lastnimi značilnostmi. Bohinjski sir se danes poleg na nekaterih planinah večinoma izdeluje industrijsko, vendar samo še v sirarni v Srednji vasi v Bohinju. 
V tej sirarni poleg bohinjskega sira izdelujejo tudi triglavski planšarski sir, dimljen bohinjski sir, ribani sir, mohant, sirarsko skuto, sladko in kislo smetano, kislo mleko ter kefir.

## Proizvodnja
Bohinjski sir tradicionalno izdelujejo iz bohinjskega surovega polnomastnega kravjega mleka, industrijsko pa iz delno posnetega toplotno obdelanega mleka. Tudi bohinjski sir izdelujejo v bakrenih kotlih, da se zaradi razlik v površinski napetosti zrna ne lepijo na stene kotla. Tehnologija je povzeta po švicarskem siru ementalec.

## Gastronomija
Bohinjski sir sodi med trde sire. Ponudimo ga s sveže pečenim domačim (rženim ali polnozrnatim) kmečkim kruhom, z domačo skuto, z bohinjsko klobaso in z orehi, najbolje na tradicionalen način, na lesenem pladnju, krožniku ali deski. K takšni postrežbi sira se odlično poda kozarec suhega belega vina ali jabolčnika.